# Quận Telfair, Georgia
Quận Telfair là một quận trong tiểu bang Georgia, Hoa Kỳ. Quận lỵ đóng ở thành phố McRae 6. Theo điều tra dân số năm 2000 của Cục điều tra dân số Hoa Kỳ, quận có dân số 11.794 người 2. Dân số năm 2007 ước khoảng 13.366 người.